# Háromfogú csavarcsiga
A háromfogú csavarcsiga vagy tonnacsiga (Chondrula tridens) sztyeppei csigafaj, amely Dél-Európától egészen az Urálig előfordul.

## Megjelenése

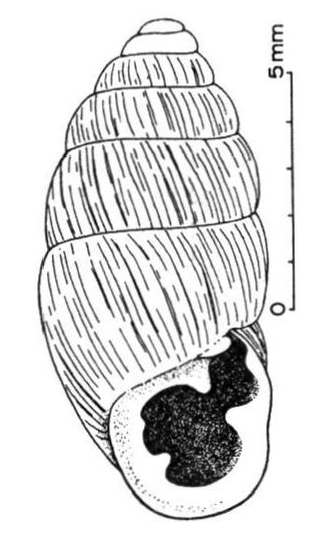
A háromfogú csavarcsiga háza

A csigaház 7–18 mm magas, 4–7 mm széles, 7-8 kanyarulatból áll. Megnyúlt hengeres kúpos alakú, színe sárgásbarna szaruszínű, kissé fényes, finoman rovátkolt. Szájadéka peremén erős fehér ajakduzzanat látható, amelyen három fogszerű nyúlvány található (egy a felső, egy a külső, egy pedig a tengelyhez közeli alsó részén; utóbbi fölött néha egy gyengén fejlett negyedik fog is van). Kelet-ukrajnai populációjának szájadéka keskenyebb. 

## Előfordulása és életmódja
A háromfogú csavarcsiga mediterrán és pontusi elterjedésű, Délnyugat-Franciaországtól Olaszországon és a Balkánon át egészen a Dél-Urálig és Észak-Iránig fordul elő. Északon Litvánia és Belorusszia, délen Törökország elterjedésének határa. Szardínián nem található meg. Svájcban 1500, Bulgáriában 1900 m magasságig találták meg.
Melegkedvelő csiga, napos és száraz réteken, sziklagyepeken él; tipikus sztyeppei faj. Száraz időben a talaj felső rétegébe húzódik vissza, meleg és nedves időjárás esetén a felszínen is megtalálható. Inkább a meszes talajt kedveli, de savanyú talajban is előfordul. Bomló növényi részekkel táplálkozik.
Magyarországon nem védett